# Eupithecia laquaearia
Eupithecia laquaearia es una especie de polilla de la familia Geometridae. La especie fue descrita por primera vez por Gottlieb August Wilhelm Herrich-Schäffer habiendo sido descrita en 1870, con una amplia distribución en el sur de Europa, Europa central y Rusia. El sintipo de la especie fue descrita en los Pirineos Orientales y en Suiza en el monte Rigi de Sankt Moritz.

## Descripción
Es una polilla pequeña con una envergadura de las alas de 12 a 15 milímetros (0,5 a 0,6 plg). Las adultos se ven volando de mayo a julio en una generación por año. El color base del ala anterior es gris claro hasta gris amarillento o gris parduzco, con un patrón de varias líneas claras y oscuras. Sobresale claramente la mancha discoidal alargada y negra en la parte superior del ala anterior. Las estrechas bandas de color gris amarillento y las líneas transversales oscuras suelen estar ligeramente difusas. Las alas traseras son ligeramente más claras en la región basal y muestran un centro muy pequeño. Los flecos de todas las alas están moteados.

### Oruga
Las orugas adultas son lisas y delgadas, con la parte delantera ligeramente cónica. Son de color amarillento o verdoso y tienen una gran mancha angular de color marrón rojizo en cada segmento del dorso. La pupa es de color amarillo ámbar tiene vainas de alas verdes. En el cremáster de color marrón oscuro se ven dos cerdas grandes y seis pequeñas en forma de gancho.